# Bestemsu Özdemir
Bestemsu Özdemir (* 20. April 1992 in Istanbul) ist eine türkische Schauspielerin.

## Leben und Karriere
Özdemir wurde am 20. April 1992 in Istanbul geboren. Sie studierte an der İstanbul Teknik Üniversitesi. Özdemirs Eltern trennten sich, als sie zwei Jahre alt war, sie lebte drei Jahre bei ihren Großeltern in Ankara. Ihr Debüt gab sie 2012 in der Fernsehserie İstanbul Hatırası. Im selben Jahr spielte sie in Sakarya Fırat mit. 2014 war sie in Kara Para Aşk zu sehen. Außerdem trat sie 2018 in dem Film Baba Nerdesin Kayboldum auf. Unter anderem bekam Özdemir eine Rolle in Güvercin. 2020 wurde sie für die Serie Akrep gecastet.

## Filmografie
Filme
- 2015: Tabula Rosa
- 2017: Bir Size Döneriz
- 2017: Dünyanın En Güzel Kokusu 2
- 2018: Baba Nerdesin Kayboldum
- 2021: Milyonda Bir
- 2023: Operation Fortune

Serien
- 2012: İstanbul Hatırası
- 2012: Araf Zamanı
- 2012–2013: Sakarya Fırat
- 2014–2015: Kara Para Aşk
- 2015: Analar ve Annele
- 2017–2018: Meryem
- 2018: Ege'nin Hamsisi
- 2020: Güvercin
- 2021: Akrep
- 2021: İkimizin Sırrı
- 2022: Gecenin Ucunda